# Ibn Jawhar
Ibn Jawhar a été émir de Cordoue vers le début du XIe siècle.
Aboû’l-H’azm Djahwar ben Mohammed ibn Djahwar tient une charge de ministre (vizir) sous la dynastie ‘Amiride avant 1026. Il fait partie du collège de notables de Cordoue influents politiquement notamment concernant la résolution de la succession dynastique, problème récurrent pendant la guerre civile. Après que le dernier calife Aboû Bekr Hichâm ben Mohammed ben ‘Abd el-Melik ben ‘Abd er-Rah’mân En-Nâcir l’Omeyyade ( Al-Mustazhir bi-llah `Abd ar-Rahmân ben Hichâm ou Abd al-Rahman V ) eut été déposé, ibn Djahwar, en  porte-parole des notables et de l'aristocratie, proclame la fin du califat.
Il sera à la tête du gouvernement de Cordoue jusqu'à sa mort le 8 septembre 1043, date à laquelle la fonction sera reconduite par son fils Aboû’l-Welîd Mohammed ben Djahwar. 